# Fortaleza de Yongtai
La fortaleza de Yongtai (en chino: 永泰古城) es una aldea y ciudad fortaleza histórica situada en China, en el municipio de Sitan, Jingtai, en la ciudad de Baiyin, provincia de Gansu.
También se la conoce como la Ciudad Tortuga por su silueta en forma de tortuga. La puerta sur se considera la cabeza, las puertas oeste y este las aletas, y la norte la cola.
Es una de las ciudades amuralladas mejor conservadas de China y 2006, fue declarada Unidad Nacional de Protección de Reliquias Culturales Clave.

## Historia
Su construcción comenzó en 1606, el año 34 del reinado de Wanli de la dinastía Ming, bajo la supervisión de Li Wen, ministro de Guerra, y fue completada en 1608, en junio del año 36 del reinado de Wanli; como parte de la Línea de Defensa del Río Amarillo de la Gran Muralla y con el objetivo de defenderse de los ataques de las minorías del norte. Tenía capacidad para albergar a 2 000 soldados de infantería y 500 unidades de caballería.
La fortaleza tiene una circunferencia de 1 710 metros, con una longitud de 520 m de este a oeste y 500 m de norte a sur. Las murallas, construidas con tierra apisonada mezclada con arena, tienen entre 8 y 12 metros de altura, 6 m de ancho en la base y 5 m de ancho en la cima, e incluyen torres defensivas.
Debido a la desertificación, la aldea está prácticamente abandonada, y su población se ha reducido de 1 500 habitantes en la década de 1950 a unos 100 en la actualidad.